# Bader (Familienname)
Bader ist ein deutscher Familienname.

## Bedeutung
Der Name geht auf die Berufsbezeichnung des Baders zurück. 

## Namensträger

### A
- Adolf Bader (1875–1952), deutscher Musikinstrumentenbauer und Verleger, siehe Adolf Baader
- Adolf Bader (Reiter) (1916–2014), Schweizer Rennreiter, Unternehmer, Gestütsbegründer und Züchter
- Adolf Friedrich Bader (1808–1889), deutscher Zigarrenfabrikant
- Alberto Bader (* 1959), italienischer Fotograf und Filmregisseur
- Alexander Bader (* 1965), deutscher Klarinettist
- Alfred Bader (Esperantist) (1889–1968), Esperantist
- Alfred Bader (Mediziner) (1919–2009), Schweizer Psychiater
- Alfred Bader (Chemiker) (1924–2018), österreichisch-kanadischer Chemiker, Unternehmer und Kunstsammler
- Alfred Bader (Bildhauer) (1931–2010), deutscher Bildhauer
- Andreas Bader (Musiker) (1769–1848), deutscher Organist
- Andreas Bader (Journalist) (1923–2013), deutscher Journalist
- Angelika Kern-Bader (* 1952), deutsche Turnerin
- Anna Bader (* 1983), deutsche Klippenspringerin
- Anton Bader (* 1981), deutscher Eishockeyspieler
- Arnold Bader-von Rohr (1893–1980), Schweizer Uhrenfabrikant
- Arthur Bader (1926–2010), deutscher Journalist
- Astrid Hoßfeld-Bader (* 1939), deutsche Rollkunstläuferin
- Augustin Bader (um 1495–1530), deutscher Täuferführer und Chiliast
- Augustinus Bader (* 1959), deutscher Mediziner und Biomediziner
- Axel Bader (* 1956), deutscher Steuerberater und Hochschullehrer

### B
- Barbara Bader (* 1972), Schweizer Kunstwissenschaftlerin und Kunstdidaktikerin
- Benjamin Bader (* 1982), deutscher Wirtschaftswissenschaftler und Hochschullehrer
- Bernardo Bader (* 1974), österreichischer Architekt
- Bernd Bader (* 1945), deutscher Bibliothekar und Klassischer Philologe
- Bernhard Bader (* 1964), deutscher Eishockeyspieler

### C
- Carl Bader (Geistlicher) (1860–1918), deutscher Prediger
- Carl Bader (Biologe) (1910–1997), Schweizer Biologe
- Carl Adam Bader (1789–1870), deutscher Sänger (Tenor)
- Catherine Bader-Bille (* 1965), deutsche Leichtathletin
- Chris Zintzen-Bader (* 1966), deutscher Autor, Journalist, Rezensent und Blogger
- Christian Bader (1882–1942), österreichischer Politiker (CSP)
- Christoph Bader (* 1997), österreichischer Fußballspieler
- Christophe Bader (1972–1993), Schweizer, der beim Versuch, einen Sprengstoffanschlag auf das Berner Rathaus zu unternehmen, ums Leben kam
- Conny Bader (* 1980), deutsche Pop-Musikerin im christlichen Spektrum
- Curt Bader (* 1961), US-amerikanischer Kanute

### D
- Diana Bader (* 1976), deutsche Landespolitikerin (Die Linke)
- Diedrich Bader (* 1966), US-amerikanischer Schauspieler
- Dorit B. Whiteman (1924–2022), austroamerikanische Psychologin
- Douglas Bader (1910–1982), britischer Kampfflieger

### E
- Edith Bader Rausser (1930–2021), Schweizer Fotografin[1]
- Édouard Bader (1899–1983), französischer Rugbyspieler
- Elvira Bader (* 1955), Schweizer Politikerin (CVP)
- Emanuel Bader (1891–1938), deutsch-russischer römisch-katholischer Geistlicher und Märtyrer
- Emil Bader (1908–1987), Schweizer Schauspieler und Dramatiker
- Emily Bader (* 1996), US-amerikanische Schauspielerin
- Ernst Bader (Maler) (1860–1915), deutscher Maler
- Ernst Bader (1914–1999), deutscher Liederdichter und Komponist
- Erwin Bader (* 1943), österreichischer Sozialphilosoph, Ethiker, politischer Aktivist, Arbeitsrechtler und Sozialreformer

### F
- Ferdinand Bader (* 1981), deutscher Skispringer
- Franz Bader (Kunsthändler) (1903–1994), austroamerikanischer Buchhändler, Kunsthändler, Galerist und Fotograf
- Franz Bader (Physiker) (1922–2018), deutscher Physiker
- Friedrich Bader (1908–1997), deutscher Major und Skilangläufer
- Friedrich Wilhelm Bader (1828–1907), österreichischer Holzschneider
- Fritz J. Bader (* 1956), Schweizer Gastronomieunternehmer

### G
- Gershom Bader (1868–1953), polnisch-US-amerikanischer Journalist und Schriftsteller
- Ghaleb Moussa Abdalla Bader (* 1951), jordanischer Geistlicher, Erzbischof von Algier
- Günter Bader (* 1943), deutscher evangelischer Theologe
- Gustav Bader (1888–1966), deutscher Architekt

### H
- Hamad Bader, bahrainischer Schwimmer
- Hans Bader (Geistlicher) (1875–1935), Schweizer reformierter Geistlicher
- Hans Bader (Architekt) (1892–nach 1948), deutscher Architekt, Innenarchitekt und Designer
- Hans-Dieter Bader (1938–2022), deutscher Opernsänger
- Hans Rudolf Bader (* 1938), Schweizer Architekt
- Hansjörg Bader (* 1948), Bibliothekar im Tiroler Volkskunstmuseum
- Heinrich Bader (1912–1999), deutscher Wirtschaftsmathematiker, Versicherungswissenschaftler und Hochschullehrer
- Heinz Bader (* 1940), deutscher Eishockeyspieler
- Helene Bader, Erzieherin und Individualpsychologin
- Hermann Bader (* 1927), deutscher Pharmakologe, Toxikologe und Hochschullehrer
- Hilary J. Bader (1952–2002), US-amerikanische Drehbuchautorin

### I
- Isaak Bader (auch Isaak Baader oder Isaak Pader; † 1635), deutscher Baumeister und Stuckateur

### J
- Jakob Bader (1883–1939), deutscher Jurist und Verwaltungsbeamter
- Jan Bader (* 2002), österreichischer Triathlet
- Jeffrey A. Bader (1945–2023), US-amerikanischer Diplomat und Politikberater
- Jochanan Bader (1901–1994), israelischer Politiker
- Johann Anton Bader (Meister von Oppolding; 1711–1786), deutscher Stuckateur, siehe Johann Anton Pader
- Johann Baptist Bader (1788–1862), deutscher Jurist und Politiker
- Johann Friedrich Bader-Wild (1827–1882), Schweizer Unternehmer
- Johannes Bader (1487–1545), deutscher Theologe
- Josef Bader (Fußballspieler), deutscher Fußballspieler
- Josef Bader (1941–2021), deutscher Bobfahrer, siehe Pepi Bader
- Joseph Bader (auch Josef Bader; 1805–1883), deutscher Archivar und Historiker

### K
- Karl Bader (Ingenieur) (1796–1874), deutscher Ingenieur und Publizist
- Karl Bader (Kaufmann) (1848–1925), deutscher Kaufmann und Kirchenpfleger
- Karl Bader (Bibliothekar) (1868–1956), deutscher Historiker und Bibliothekar
- Karl Bader (Politiker) (* 1960), österreichischer Politiker (ÖVP)
- Karl Adam Bader (1789–1870), deutscher Opernsänger (Tenor), siehe Carl Adam Bader
- Karl Siegfried Bader (1905–1998), deutscher Jurist und Rechtshistoriker
- Kastulus Bader (1940–2022), deutscher Unternehmer
- Katarina Elisabeth Bader-Molnar (1913–2004), deutsche Bibliothekarin, Lehrerin und Schriftstellerin
- Khalil Bader (* 1999), libanesischer Fußballspieler
- Konrad Bader (1939–2025), deutscher Brigadegeneral
- Kristian Bader (* 1965), deutscher Theater- und Fernsehschauspieler
- Kristina Bader (* 1981), russische Bobsportlerin
- Kurt Bader (1899–1959), deutscher Jurist sowie SS-Brigadeführer und Generalmajor der Polizei

### L
- Leslie Bader (* 1963), US-amerikanische Eisschnellläuferin
- Lilian Bader (1918–2015), britische Aircraftwoman und Lehrerin
- Ludwig Bader sen. (1865–1947), deutscher Maler

### M
- Manfred Bader (* 1953), deutscher Fußballspieler
- Markus Bader (Linguist) (* 1966), Schweizer Sprachwissenschaftler und Hochschullehrer
- Markus Bader (Schauspieler) (* 1974), deutscher Schauspieler und Theaterregisseur
- Markus Bader (* 1988), österreichischer Skilangläufer
- Martin Bader (* 1968), deutscher Fußball-Funktionär
- Martin Bader (Triathlet) (* 1992), österreichischer Triathlet
- Matthäus Bader (um 1550–1598), deutscher Pädagoge und Autor
- Matthias Bader (* 1997), deutscher Fußballspieler
- Max Bader (1929–1986), deutscher Maler und Restaurator
- Maximilian Bader (1879–1955), deutscher Orgelbauer in Hardheim
- Michael W. Bader (* 1952), deutscher Unternehmer
- Monika Bader (* 1959), deutsche Skirennläuferin

### O
- Otto Bader (1903–1979), sowjetrussischer Archäologe deutscher Herkunft

### P
- Pascal Bader (Politiker) (* 1970), deutscher Politiker, Oberbürgermeister von Kirchheim unter Teck
- Pascal Bader (Fussballspieler) (* 1982), Schweizer Fußballspieler
- Paul Bader (Politiker) (1865–1945), deutscher Politiker (SPD), MdR
- Paul Bader (General) (1883–1971), deutscher General der Artillerie
- Pepi Bader (Josef Bader; 1941–2021), deutscher Bobfahrer
- Peter Bader (Jurist) (* 1948), deutscher Jurist und Richter, Präsident des Hessischen Landesarbeitsgerichts
- Peter Bader (Kirchenmusiker) (* 1976), deutscher Kirchenmusiker (Organist), Cembalist und Chorleiter
- Peter Müller-Bader (1946–2018), deutscher Unternehmensgründer
- Philipp Bader (* 1996), österreichischer Fußballspieler

### R
- Rainer Bader (* 1965), deutscher Arzt und Biomechaniker
- Ralf Bader (* 1980), deutscher Handballspieler
- René Bader (1922–1995), Schweizer Fußballspieler
- Richard-Ernst Bader (1912–1996), deutscher Mediziner, Hygieniker und Bakteriologe
- Richard F. W. Bader (1931–2012), amerikanischer Chemiker
- Roger Bader (* 1964), Schweizer Eishockeytrainer
- Roland Bader (* 1938), deutscher Dirigent
- Rolf Bader (* 1969), deutscher Musikwissenschaftler
- Rudolf Bader (General) (1898–1983), deutscher Generalmajor
- Rudolf Bader (Anglist) (* 1948), Schweizer Anglist und Hochschullehrer
- Ruth Bader Ginsburg (1933–2020), US-amerikanische Richterin

### S
- Sabina Bader (um 1500–nach 1547), deutsche Täuferin
- Sebastian Bader (* 1988), österreichischer Tennisspieler
- Sophie Bader (1792–1832), deutsche Theaterschauspielerin, siehe Sophie Laurent
- Stascha Bader (* 1956), Schweizer Dokumentarfilmer

### T
- Theodor Bader (1828–nach 1877), deutscher Philologe und Pädagoge
- Théophile Bader (1864–1942), französischer Textil-Kaufmann und Produzent, Gründer der Galeries Lafayette
- Thomas Bader (1942–2014), deutscher Buchhändler
- Timo Bader (* 1983), deutscher Schriftsteller

### W
- Walter Bader (1901–1986), deutscher Archäologe
- Werner Bader (1922–2014), deutscher Journalist und Autor
- Wilhelm Bader sen. (1846–1927), deutscher Orgelbauer, siehe Orgelbau Bader
- Wilhelm Bader junior (1875–1964), deutscher Orgelbauer in Hardheim, siehe Orgelbau Bader
- Wilhelm Bader (Elektrotechniker) (1900–1984), deutscher Elektrotechniker
- Wilhelm Johann Bader (1855–1920), deutscher Maler, Radierer und Kunstlehrer
- Wolfgang Bader (* 1948), deutscher Romanist

### Y
- Yaarub Bader (* 1959), syrischer Hochschullehrer und Minister